# Polyzonus mirabilis
Polyzonus mirabilis är en skalbaggsart som beskrevs av Cenek Podany 1980. Polyzonus mirabilis ingår i släktet Polyzonus och familjen långhorningar. Inga underarter finns listade i Catalogue of Life.